# شهرستان مینرال (مونتانا)
شهرستان مینرال، مونتانا (به انگلیسی: Mineral County, Montana) یک سکونتگاه مسکونی در ایالات متحده آمریکا است که در ایالت مونتانا واقع شده‌است.

## خصوصیات
شهرستان مینرال ۳٬۱۶۷٫۵۷ کیلومترمربع مساحت دارد.